# Championnat des Maldives de football 2012
Navigation
Saison précédente Saison suivante
La saison 2012 du Championnat des Maldives de football est la soixante-deuxième édition du championnat national aux Maldives.
La compétition reprend le format utilisé de la saison précédente et se déroule en trois phases distinctes :
- Les huit formations sont regroupées au sein d'une poule unique et s'affrontent deux fois, les deux derniers doivent participer à la poule de promotion-relégation.
- Les six meilleures équipes de la poule sont regroupées au sein d'une poule unique et s'affrontent une nouvelle fois.
- Les quatre premiers disputent la phase finale nationale pour le titre de champion des Maldives, avec demi-finales et finale.

C’est le club de New Radiant qui est sacré cette saison après avoir battu le tenant du titre, Victory SC en finale à l’issue de l’épreuve des tirs au but. Il s'agit du neuvième titre de champion des Maldives de l'histoire du club.

## Les clubs participants
| - Victory SC - Maziya SRC - Club Valencia - VB Addu FC - New Radiant - Vyansa FC - All Youth Linkage FC - Club Eagles |

## Compétition
Le barème de points servant à établir le classement se décompose ainsi :
- Victoire : 3 points
- Match nul : 1 point
- Défaite : 0 point

### Dhivehi League

#### Première phase
| Rang | Équipe               | Pts | J  | G  | N | P  | Bp | Bc | Diff |
| ---- | -------------------- | --- | -- | -- | - | -- | -- | -- | ---- |
| 1    | New Radiant          | 36  | 14 | 11 | 3 | 0  | 36 | 6  | +30  |
| 2    | Maziya SRCC          | 26  | 14 | 8  | 2 | 4  | 29 | 18 | +11  |
| 3    | Victory SCT          | 25  | 14 | 7  | 4 | 3  | 34 | 19 | +15  |
| 4    | VB Addu FC           | 21  | 14 | 6  | 3 | 5  | 37 | 32 | +5   |
| 5    | Club Eagles          | 18  | 14 | 4  | 6 | 4  | 18 | 22 | -4   |
| 6    | All Youth Linkage FC | 12  | 14 | 3  | 3 | 8  | 11 | 28 | -17  |
| 7    | Vyansa FC            | 9   | 14 | 2  | 3 | 9  | 10 | 25 | -15  |
| 8    | Club Valencia        | 8   | 14 | 2  | 2 | 10 | 17 | 42 | -25  |

|  | Qualification pour la seconde phase                        |
|  | Participation à la poule de promotion-relégation           |
|  | T : Tenant du titre C : Vainqueur de la Coupe des Maldives |

#### Matchs
| Résultats (▼dom., ►ext.) | NRa | Maz | Vic | VBA | Eag | AYL | Vya | Val |
| New Radiant              |     | 1-0 | 5-1 | 4-0 | 1-1 | 3-0 | 0-0 | 3-0 |
| Maziya SRC               | 1-5 |     | 2-3 | 2-1 | 2-1 | 1-2 | 1-1 | 3-0 |
| Victory SC               | 0-0 | 2-3 |     | 2-1 | 1-1 | 4-0 | 3-0 | 5-1 |
| VB Addu FC               | 1-5 | 1-5 | 2-1 |     | 6-3 | 1-1 | 0-0 | 2-2 |
| Club Eagles              | 0-1 | 0-0 | 1-1 | 1-4 |     | 2-1 | 1-0 | 1-0 |
| All Youth Linkage FC     | 1-2 | 0-2 | 1-1 | 1-6 | 0-0 |     | 0-5 | 0-1 |
| Vyansa FC                | 0-1 | 1-3 | 0-2 | 0-6 | 2-3 | 0-3 |     | 0-2 |
| Club Valencia            | 1-5 | 0-4 | 2-8 | 5-6 | 3-3 | 0-1 | 0-1 |     |

#### Seconde phase
| Rang | Équipe               | Pts | J  | G  | N | P  | Bp | Bc | Diff |  | Résultats (▼ dom., ► ext.) | NRa | Vic | Maz | VBA | Eag | AYL |
| ---- | -------------------- | --- | -- | -- | - | -- | -- | -- | ---- |  | -------------------------- | --- | --- | --- | --- | --- | --- |
| 1    | New Radiant          | 49  | 19 | 15 | 4 | 0  | 48 | 9  | +39  |  | New Radiant                |     | 3-1 | 2-1 | 0-0 | 2-0 | 5-1 |
| 2    | Victory SCT          | 37  | 19 | 11 | 4 | 4  | 50 | 26 | +24  |  | Victory SCT                |     |     | 5-0 | 5-2 | 5-0 | 4-2 |
| 3    | Maziya SRCC          | 35  | 19 | 11 | 2 | 6  | 42 | 24 | +18  |  | Maziya SRCC                |     |     |     | 4-2 | 2-0 | 6-1 |
| 4    | VB Addu FC           | 25  | 19 | 7  | 4 | 8  | 47 | 45 | +2   |  | VB Addu FC                 |     |     |     |     | 6-3 | 0-1 |
| 5    | Club Eagles          | 21  | 19 | 5  | 6 | 8  | 26 | 39 | -13  |  | Club Eagles                |     |     |     |     |     | 5-2 |
| 6    | All Youth Linkage FC | 15  | 19 | 4  | 3 | 12 | 25 | 37 | -12  |  | All Youth Linkage FC       |     |     |     |     |     |     |

|  | Qualification pour la phase finale                         |
|  | T : Tenant du titre C : Vainqueur de la Coupe des Maldives |

### Phase finale
|  | Demi-finales   | Demi-finales   | Demi-finales   |  |   | Finale de repêchage | Finale de repêchage | Finale de repêchage |   |            | Grande finale   | Grande finale   | Grande finale   |
|  |                |                |                |  |   |                     |                     |                     |   |            |                 |                 |                 |
|  | 8 octobre 2012 |                |                |  |   |                     |                     |                     |   |            |                 |                 |                 |
|  | 1              | New Radiant    | 2              |  |   |                     |                     |                     |   |            | 15 octobre 2012 | 15 octobre 2012 | 15 octobre 2012 |
|  | 2              | Victory SC     | 1              |  |   | 12 octobre 2012     | 12 octobre 2012     | 12 octobre 2012     |   |            | 1               | New Radiant tab | 0 (2)           |
|  |                |                |                |  | 2 | Victory SC          | 3                   |                     | 2 | Victory SC | 0 (1)           |                 |                 |
|  | 9 octobre 2012 | 9 octobre 2012 | 9 octobre 2012 |  | 3 | Maziya SRC          | 2                   |                     |   |            |                 |                 |                 |
|  | 3              | Maziya SRC     | 6              |  |   |                     |                     |                     |   |            |                 |                 |                 |
|  | 4              | VB Addu FC     | 2              |  |   |                     |                     |                     |   |            |                 |                 |                 |

### Poule de promotion-relégation
Les deux derniers de Dhivehi League affrontent les deux premiers de deuxième division. Les deux meilleures équipes se maintiennent ou accèdent à la Dhivehi League de la saison prochaine.
| Rang | Équipe              | Pts | J | G | N | P | Bp | Bc | Diff |  | Résultats (▼ dom., ► ext.) | Val | BGS | Vya | UVi |
| ---- | ------------------- | --- | - | - | - | - | -- | -- | ---- |  | -------------------------- | --- | --- | --- | --- |
| 1    | Club Valencia       | 9   | 3 | 3 | 0 | 0 | 7  | 2  | +5   |  | Club Valencia              |     | 2-1 | 4-1 | 1-0 |
| 2    | BG Sports (D2)      | 6   | 3 | 2 | 0 | 1 | 5  | 3  | +2   |  | BG Sports (D2)             |     |     | 2-1 | 2-0 |
| 3    | Vyansa FC           | 3   | 3 | 1 | 0 | 2 | 6  | 8  | -2   |  | Vyansa FC                  |     |     |     | 4-2 |
| 4    | United Victory (D2) | 0   | 3 | 0 | 0 | 3 | 2  | 7  | -5   |  | United Victory (D2)        |     |     |     |     |

- BG Sports est promu, Vyansa FC est relégué.

## Bilan de la saison
| Championnat des Maldives de football 2012 |                        |
| Champion                                  | New Radiant (9e titre) |
| Coupes et trophées                        |                        |
| Vainqueur de la Coupe des Maldives 2012   | Maziya SRC             |
| Qualifications continentales              |                        |
| Coupe de l'AFC 2013                       | New Radiant            |
| Coupe de l'AFC 2013                       | Maziya SRC             |
| Promotions et relégations                 |                        |
| Promus en Dhivehi League                  | BG Sports              |
| Relégués                                  | Vyansa FC              |